# Bisera Alikadić
Bisera Alikadić (ur. 8 lutego 1939 we wsi Podhum k. Livna) – bośniacka poetka i powieściopisarka.

## Życiorys
Bisera Alikadić urodziła się 8 lutego 1939 we wsi Podhum przy Livnie, w Królestwie Jugosławii (dzisiejsza Bośnia i Hercegowina). W latach 1959–1999 opublikowała dziewięć zbiorów poezji. Jej wiersze cechuje introspekcja i intymność. Poezja Alikadić została przetłumaczona na angielski, niemiecki, francuski, macedoński, albański, turecki i włoski. W Polsce tłumaczenia jej wierszy ukazały się w „Miesięczniku Literackim” „Twórczości” oraz „Literaturze na Świecie”.
W 1974 roku, po publikacji dwóch tomików poezji, Alikadić wydała pierwszą powieść: Larva. Dziewięć lat później ukazała się jej druga powieść, Krug. Obie książki są nietypowe jak na literaturę bośniacką tamtych czasów, ponieważ w bezpośredni sposób opisują współczesność i sprawy miłosne z perspektywy młodej kobiety.
W 1983 roku została odznaczona nagrodą Orden rada sa srebrnim vijencem, a w 1999 nagrodą Zlatni broš za umjetnost. Mieszka w Sarajewie.